# Passaic
Artikeln behandlar staden i New Jersey. För countyt som staden ligger i, se Passaic County. För floden, se Passaic River.
Passaic är en stad i Passaic County i New Jersey med 67 974 invånare. (2006)
Filmen Be Kind Rewind, från 2008, utspelar sig i Passaic.
Skådespelarna Loretta Swit och Paul Rudd är födda i Passaic.